# Алкалоз
Алкало́з — увеличение pH крови (и других тканей организма) за счёт накопления щелочных веществ.
Алкало́з (позднелат. alcali щелочь, от арабск. al-qali) — нарушение кислотно-щелочного равновесия организма, характеризующееся абсолютным или относительным избытком оснований.

## Классификация
Алкалоз может быть компенсированным и некомпенсированным.
Компенсированный алкалоз — нарушение кислотно-щелочного равновесия, при котором рН крови удерживается в пределах нормальных величин (7,35—7,45) и отмечаются лишь сдвиги в буферных системах и физиологических регуляторных механизмах.
При некомпенсированном алкалозе рН превышает 7,45, что обычно связано со значительным избытком оснований и недостаточностью физико-химических и физиологических механизмов регуляции кислотно-щелочного равновесия.

## Этиология
По происхождению алкалоза выделяют следующие группы.

### Газовый (респирато́рный) алкалоз
Возникает вследствие гипервентиляции лёгких, приводящей к избыточному выведению СО2 из организма и падению парциального давления диоксида углерода в артериальной крови ниже 35 мм рт. ст., то есть к гипокапнии. Гипервентиляция лёгких может наблюдаться при органических поражениях головного мозга (энцефалиты, опухоли и др.), действии на дыхательный центр различных токсических и фармакологических агентов (например, некоторых микробных токсинов, кофеина, коразола), при повышенной температуре тела, острой кровопотере и др.

### Негазовый алкалоз
Основными формами негазового алкалоза являются: выделительный, экзогенный и метаболический.
Выделительный алкалоз может возникнуть, например, вследствие больших потерь кислого желудочного сока при желудочных свищах, неукротимой рвоте и др. Выделительный алкалоз может развиться при длительном приёме диуретиков, некоторых заболеваниях почек, а также при эндокринных расстройствах, приводящих к избыточной задержке натрия в организме. В некоторых случаях выделительный алкалоз связан с усиленным потоотделением.
Экзогенный алкалоз наиболее часто наблюдается при избыточном введении бикарбоната натрия с целью коррекции метаболического ацидоза или нейтрализации повышенной кислотности желудочного сока. Умеренный компенсированный алкалоз может быть обусловлен длительным употреблением пищи, содержащей много оснований.
Метаболический алкалоз встречается при некоторых патологических состояниях, сопровождающихся нарушениями обмена электролитов. Так, он отмечается при гемолизе, в послеоперационном периоде после некоторых обширных оперативных вмешательств, у детей, страдающих рахитом, наследственными нарушениями регуляции электролитного обмена.

### Смешанный алкалоз
Смешанный алкалоз (сочетание газового и негазового алкалоза) может наблюдаться, например, при травмах головного мозга, сопровождающихся одышкой, гипоксией и рвотой кислым желудочным соком.

## Патогенез
При алкалозе (особенно связанном с гипокапнией) происходят общие и регионарные нарушения гемодинамики: уменьшается мозговой и коронарный кровоток, снижаются АД и минутный объём крови. Возрастает нервно-мышечная возбудимость, возникает мышечный гипертонус вплоть до развития судорог и тетании. Нередко наблюдается угнетение моторики кишечника и развитие запоров; снижается активность дыхательного центра. Для газового алкалоза характерно снижение умственной работоспособности, головокружение, могут возникать обморочные состояния.

## Лечение
Терапия газового алкалоза заключается в устранении причины, вызвавшей гипервентиляцию, а также в непосредственной нормализации газового состава крови путём вдыхания смесей, содержащих углекислый газ (например — карбогена). Терапия негазового алкалоза проводится в зависимости от его вида. Применяют растворы хлоридов аммония, калия, кальция, инсулин, средства, угнетающие карбоангидразу и способствующие выделению почками ионов натрия и гидрокарбоната.

## Алкалоз рубца у жвачных
Это расстройство пищеварения, характеризующееся изменением рН содержимого рубца в щелочную сторону. Клинически заболевание проявляется ослаблением моторной функции рубца (гипотония, атония) и иногда одновременно переполнением рубца кормовыми массами. По сравнению с ацидозом, алкалозы встречаются значительно реже.
При поступлении большого количества мочевины наблюдают признаки брюшных болей: беспокойство, скрежет зубами. Отмечают выделение пенистой слюны, полиурию. Позднее наступает тремор, слабость, нарушается координация движений, учащается дыхание, животное мычит, появляется мышечный спазм. Смерть наступает через 0,5—4 часа после отравления. При перекорме протеиносодержащими кормами болезнь протекает длительнее, внешне животное выглядит более спокойным.